# Lijst van afleveringen van Russen
De lijst met afleveringen van de serie Russen.

## Seizoenen
| Seizoen | Afleveringen | Uitgezonden                        |
| ------- | ------------ | ---------------------------------- |
| 1       | 10           | 15 september 2000-17 november 2000 |
| 2       | 8            | 7 september 2001-26 oktober 2001   |
| 3       | 8            | 6 september 2002-25 oktober 2002   |
| 4       | 8            | 2 september 2003-21 oktober 2003   |
| 5       | 8            | 5 september 2004-21 oktober 2004   |

## Afleveringen

#### Seizoen 1
| Afl. | Nr.  | Titel            | Regisseur        | Scenario                                                                                           | Datum             |
| --- | ---- | ---------------- | ---------------- | -------------------------------------------------------------------------------------------------- | ----------------- |
| 1 | 1.01 | Man met Hond     | Ineke Houtman    | Addy Weijers, Simon de Waal, Albert ter Heerdt, Dick van den Heuvel, Stan Lapinski & Pieter de Vos | 15 september 2000 |
| Tijdens een observatie breken Paul en Leonie in een oude fabriek, waar ze XTC lab ontdekken. Ze tippen de politie die het lab officieel vindt. Een man (Erik de Bruyn) duikt ter plaatse op en bekent de inbraak. Al snel wordt duidelijk dat de man informant is van het IRT en dus onaantastbaar lijkt. Met: Titus Tiel Groenestege, Stefan Jung, Mirjam Sternheim, Ids van der Krieke, Felix Jan Kuypers, Wivineke van Groningen, Mads Wittermans, Ralph Wingens e.v.a. Rus (hoofdrol van de aflevering): Paul de Vos |      |                  |                  | |                   |
| 2 | 1.02 | Gijzeling        | Arno Dierickx    | Addy Weijers, Simon de Waal, Albert ter Heerdt, Dick van den Heuvel, Stan Lapinski & Pieter de Vos | 22 september 2000 |
| Twee personen (Pierre Bokma & Rifka Lodeizen) plegen een overval op een geldtransportwagen voor de deur van een supermarkt, echter gaat de verfbom af en vluchten ze de supermarkt in, waarna een gijzeling ontstaat. Paul is al snel ter plaatse en gaat de supermarkt in, waarna hem al snel duidelijk wordt dat hij de gijzelnemer maar al te goed kent. Met Jim Berghout, Barbara Sobels, Lone van Roosendaal, Bobbie van Roosendaal, Esmé Wekker, Lucas Lenglet e.v.a. Rus (hoofdrol van de aflevering): Paul de Vos |      |                  |                  | |                   |
| 3 | 1.03 | No Police        | Ineke Houtman    | Addy Weijers, Simon de Waal, Albert ter Heerdt, Dick van den Heuvel, Stan Lapinski & Pieter de Vos | 29 september 2000 |
| Tijdens het hardlopen wordt Leonie neergestoken, de Iraanse Amir (Erden Alkan) redt haar van de dood. Echter komen Paul en Tom hem op het spoor wanneer een bezorgde vader (Carol van Herwijnen) aangifte doet van de beroving van zijn zoon (Egbert-Jan Weeber), waarna Leonie in een dilemma komt en Amir redt van zijn arrestatie. Met Titus Tiel Groenestege, Mimoun Oaïssa, Armin Tashakoer, Tom de Ket, Sieger Sloot, Sharif Ali & Karen van Holst Pellekaan Rus (hoofdrol van de aflevering): Leonie van Velzen |      |                  |                  | |                   |
| 4 | 1.04 | Cocaïne          | Arno Dierickx    | Addy Weijers, Simon de Waal, Albert ter Heerdt, Dick van den Heuvel, Stan Lapinski & Pieter de Vos | 6 oktober 2000    |
| Het lijk van een bolletjesslikker (Gustav Borreman) brengt Tom en Masha op het spoor van een drugsbende. Echter blijkt er een mogelijk complicerende factor in de zaak: Tom is verslaafd geweest aan drugs. Wat hem in een kwaad daglicht zet als er drugs verdwijnt. Ondertussen krijgen Paul en Leonie te maken met een winkeldiefstal waar een apart luchtje aan zit. Met Daniëlla Mercelina, Paul Hoes, Cecile Heuer, Mike Reus, Iwan Vogelland, Marja Kok, Helmert Woudenberg, Mirjam de Rooij, Hein Verkoijen Rus (hoofdrol van de aflevering): Tom Kaufman                                                                                                 |      |                  |                  | |                   |
| 5 | 1.05 | Het Eerste Lijk  | Danniel Danniel  | Addy Weijers, Simon de Waal, Albert ter Heerdt, Dick van den Heuvel, Stan Lapinski & Pieter de Vos | 13 oktober 2000   |
| Een dreigbrief heropent Pauls eerste zaak: een jongen (Jeroen Spitzenberger) slaat de dochter (Lotje van Lunteren) van een sigarenboer (Hans Croiset) dood bij een mislukte overval. De jongen komt binnenkort vrij en de moeder van het slachtoffer (Rick Nicolet) is bang dat haar man wraak gaat nemen. In zijn onderzoek ontdekt Paul dat de overval niet zomaar een overval was. Met Mimoun Oaïssa, Titus Muizelaar, Antoinette Jelgersma, Anniek Pheifer, Malou Gorter e.v.a. Rus (hoofdrol van de aflevering): Paul de Vos |      |                  |                  | |                   |
| 6 | 1.06 | Vriendendienst   | Arno Dierickx    | Addy Weijers, Simon de Waal, Albert ter Heerdt, Dick van den Heuvel, Stan Lapinski & Pieter de Vos | 20 oktober 2000   |
| Een oud collega en vriend van van der Scheur (Titus Muizelaar) vraagt hem om hulp wanneer een prostituee die hem bezocht onder verdachte omstandigheden is overleden. Samen laten ze het lijk achter in een bushokje. Paul, Leonie en Masha onderzoeken een brandstichting bij een Turks gezin. Er zou sprake kunnen zijn van een racistisch motief. Ondertussen maakt Tom het Van der Scheur bijzonder zwaar wanneer hij ontdekt dat hij zijn auto is gezien bij het achterlaten van het lijkt. Met Antoinette Jelgersma, Mimoun Oaïssa, Ad van Kempen, Vefa Ocal, Funda Müjde, Rob Das, Peter Smit e.v.a. Rus (hoofdrol van de aflevering): Henk van der Scheur |      |                  |                  | |                   |
| 7 | 1.07 | Taxi             | Casper Verbrugge | Addy Weijers, Simon de Waal, Albert ter Heerdt, Dick van den Heuvel, Stan Lapinski & Pieter de Vos | 27 oktober 2000   |
| Na een vechtpartij met een snorder (Karim El Guennouni) wordt een taxichauffeur (Aat Ceelen) dood aangetroffen in zijn taxi. Een groep taxichauffeurs is uit op wraak en speelt voor eigen rechter. Waarna plots de snorder verdwijnt, terwijl hij geboeid in een politieauto zat. Uit wanhoop neemt Leonie daarna ook het heft in eigen hand. Met Frits Lambrechts, Henk Poort, Gaby Milder, André Arend van den Noord, Rachida Iaallala, Marie Louise Stheins, Mimoun Oaïssa, Willem Drieling, Kimberley Klaver & Hans Holtkamp Rus (hoofdrol van de aflevering): Leonie van Velzen                                                                             |      |                  |                  | |                   |
| 8 | 1.08 | Leitmotiv        | Casper Verbrugge | Addy Weijers, Simon de Waal, Albert ter Heerdt, Dick van den Heuvel, Stan Lapinski & Pieter de Vos | 3 November 2000   |
| Als een kroegbaas wordt afgemaakt leidt het spoor al snel naar twee broers (Mark Downey & John Denlea) die lid zijn van de IRA. Masha schiet een winkelier (Jaap Spijkers) te hulp als deze wordt overvallen, waarna ze een speciale band ontwikkeld met de man, die merkwaardige gewoontes heeft. Met Wannie de Wijn, Marleen Stolz & Mimoun Oaïssa Rus (hoofdrol van de aflevering): Masha ten Hag |      |                  |                  | |                   |
| 9 | 1.09 | Carte Blanche    | Adriënne Wurpel  | Addy Weijers, Simon de Waal, Albert ter Heerdt, Dick van den Heuvel, Stan Lapinski & Pieter de Vos | 10 November 2000  |
| Een informant van Tom is geliquideerd en IRT inspecteur Reinierse (Stefan Jung) staat op de stoep. Hij denk dat Tom corrupt is en informatie heeft doorgespeeld aan een drugsorganisatie. Maar het punt is dat Tom net na het bericht van de liquidatie spoorloos is verdwenen. Met Fred Goessens, Roef Ragas, Bas Keijzer, Mimoun Oaïssa, Titus Tiel Groenestege e.v.a. Rus (hoofdrol van de aflevering): Tom Kaufman |      |                  |                  | |                   |
| 10 | 1.10 | Blind Vertrouwen | Adriënne Wurpel  | Addy Weijers, Simon de Waal, Albert ter Heerdt, Dick van den Heuvel, Stan Lapinski & Pieter de Vos | 17 November 2000  |
| Een dove vrouw (Ceren Taygun) wordt opgepakt op verdenking van moord. Masha heeft niet goed ingegrepen wat Tom bijna fataal had kunnen worden. Samen met Leonie onderzoeken ze de moord. Ondertussen krijgt Paul te maken met klagende ouders op de school waar zijn zoontje (Calvin Uhlebeck) zit, het schoolhoofd (Peter Blok) heeft in het verleden te maken gehad met diverse tuchtzaken. Met Ergun Simsek, Turan Furat, Carolina Mout, Sinan Cihangir e.v.a. Rus (hoofdrol van de aflevering): Masha ten Hag |      |                  |                  | |                   |

#### Seizoen 2
| Afl. | Nr.     | Titel                 | Regisseur           | Scenario                                                                        | Datum             |
| --- | ------- | --------------------- | ------------------- | ------------------------------------------------------------------------------- | ----------------- |
| 1 | 2.01/11 | Verdwijning           | Danniel Danniel     | Addy Weijers, Simon de Waal, Dick van den Heuvel, Stan Lapinski & Pieter de Vos | 7 september 2001  |
| Leonie krijgt te maken met twee ouders (Trudy de Jong & Dries Smits) die op zoek zijn naar hun dochter. De twee verdenken hun schoonzoon Mark (Thijs Römer), met wie hun dochter steevast ruzie had. Voor Leonie wordt de zaak heel persoonlijk, ze is zwanger en dreigt er alleen voor te komen staan. Rus (hoofdrol van de aflevering): Leonie van Velzen Met Titus Tiel Groenestege, Han Oldigs, Youssef Idilbi & Elsje Scherjon |         |                       |                     |                                                                                 |                   |
| 2 | 2.02/12 | Bloedband             | Danniel Danniel     | Addy Weijers, Simon de Waal, Dick van den Heuvel, Stan Lapinski & Pieter de Vos | 14 september 2001 |
| Paul krijgt het bericht dat zijn vader is overleden en wordt voor de uitvaart herenigd met zijn broer Bart (Pierre Bokma), die vastzit voor de overval die hij eerder pleegde (S1A2) niemand, behalve Paul, weet echter dat hij dat samen met zijn dochter Tessa (Rifka Lodeizen) deed, die slachtoffer dreigt te worden van de Joegoslavische maffia als ze haar schuld niet kan afbetalen. Als plotseling ook Bart overlijdt, komt Paul in een lastig pakket: helpt hij zijn nichtje uit de problemen of laat hij haar in haar eigen sop gaar koken? Rus (hoofdrol van de aflevering): Paul de Vos Met Miguel Stigter, Reinier Bulder, Rogier Schippers, Youssef Idilbi, Paul Ritger & Hans Man in 't Veld |         |                       |                     |                                                                                 |                   |
| 3 | 2.03/13 | Ome Dirk              | Danniel Danniel     | Addy Weijers, Simon de Waal, Dick van den Heuvel &Stan Lapinski                 | 21 september 2001 |
| Tijdens een bokswedstrijd in de boksschool van Ome Dirk (Bert Luppes) komt een jongen om. Wachtcommandant Appie (Youssef Idilbi), die zelf bij Ome Dirk in de boksschool kwam, voelt zich persoonlijk betrokken bij de zaak en gaat terug naar zijn oude honk, maar komt in een tweestrijd: Ome Dirk verraden of waarheidsvinding? Rus (hoofdrol van de aflevering): Abdullah "Appie" Bensalem Met Micha Hulshof & Abdendi Azzaoui |         |                       |                     |                                                                                 |                   |
| 4 | 2.04/14 | Wolfskinderen         | Danniel Danniel     | Addy Weijers, Simon de Waal, Dick van den Heuvel &Stan Lapinski                 | 28 september 2001 |
| Twee Afrikaanse kinderen (Siya Jolobe & Miquael Zeegelaar) zijn getuigen van een dubbele moord en worden gezocht door de moordenaar (Job Redelaar). Tom neemt de kinderen onder zijn houden en ze worden in een pleeggezin geplaatst, maar ook daar lijken ze niet veilig, waarna Tom ze meeneemt naar zijn opa en oma (Wim van den Heuvel & Kitty Janssen). Ondertussen zoekt hij naar hun ouders (Urmie Plein & Iwan Vogelland), maar die willen hun kinderen niet erkennen. Rus (hoofdrol van de aflevering): Tom Kaufman Met Reinier Heidemann, Lettie Oosthoek & Martijn Nieuwerf |         |                       |                     |                                                                                 |                   |
| 5 | 2.05/15 | Het Jaar van de Slang | Pieter Walther Boer | Addy Weijers, Simon de Waal, Dick van den Heuvel, Stan Lapinski                 | 5 oktober 2001    |
| Liu neemt Tom mee naar een Chinees restaurant, waar hij getuige wordt van afpersing. De eigenaar (Ki Cheng Ho) zegt dat er niets aan de hand is. Tom grijpt in, maar hij is compleet stupéfait wanneer deze zegt geen aangifte te willen doen tegen hem vanwege het feit dat hij zich gemengd heeft in andermans zaken en schade heeft aangericht door de afperser te lijf te gaan. Liu adviseert hem de onderlinge zaken tussen de Chinezen te laten voor wat het is. Echter zoekt Tom toch naar de waarheid en verdwijnt Liu's informant Hok Ong (Paul Rigter) spoorloos. Toch geen onderlinge zaken? Zeker niet als het lijk van de eigenaar wordt aangetroffen. Ondertussen is Van der Scheurs heimelijke liefde beantwoord. Hanna (Antoinette Jelgersma), die met haar man heeft gebroken (als gevolg van S1A6) staat bij hem op de stoep, echter speelt er een ernstig probleem mee: Hannah heeft MS. Met Yeung-Wah Kam, Kim Pok Seng, Pieter van der Sman, Josee Kuijpers, Youssef Idilbi & Jan Pontier Rus (hoofdrol van de aflevering): Henk van der Scheur |         |                       |                     |                                                                                 |                   |
| 6 | 2.06/16 | Stadsengel            | Pieter Walther Boer | Addy Weijers, Simon de Waal, Dick van den Heuvel, Stan Lapinski                 | 12 oktober 2001   |
| Leonie is onderweg met haar moeder (Elsje Scherjon) als deze wordt overvallen door Mickey (Nina Rietveld), van haar handtas. Echter duikt Mickey al snel opnieuw op bij haar moeder, die Mickey blind vertrouwt en haar haar pinpas en pincode geeft. Echter blijkt dat Mickey niet anders kan: haar drugsverslaafde broertje (Jurgen Stein) wordt door zijn dealer (Dragan Bakema & Pim Muda) wordt gegijzeld totdat Mickey zijn schuld heeft afbetaald. Rus (hoofdrol van de aflevering): Leonie van Velzen Met Antoinette Jelgersma & Youssef Idilbi |         |                       |                     |                                                                                 |                   |
| 7 | 2.07/17 | De Ziener             | Anne van der Linden | Addy Weijers, Simon de Waal, Dick van den Heuvel &Stan Lapinski                 | 19 oktober 2001   |
| Paul is net weg bij zijn vrouw (Mirjam Sternheim) nadat deze hem had bedrogen als in het water een aantal koffertjes dobberen met daarin afgehakte lichaamsdelen. Al snel komt de hoofdverdachte Christiaan Grauw (Eric Schneider) in beeld die direct een psychopaat blijkt te zijn. Zeker omdat hij te veel weet voor iets wat hij beweert niet te hebben gedaan. Rus (hoofdrol van de aflevering): Paul de Vos Met Eric Schneider (ander personage), Youssef Idilbi, Bernard Wesseling, Finn Poncin & Cecile Heuer |         |                       |                     |                                                                                 |                   |
| 8 | 2.08/18 | Kroongetuige          | Anne van der Linden | Addy Weijers, Simon de Waal, Dick van den Heuvel & Stan Lapinski                | 26 oktober 2001   |
| Pauls dochter Susan (Josefien Hendriks) en haar vriendje Jeroen (Ward Weemhoff) worden getuige van een, in koelen bloeden, gepleegde liquidatie. Paul wordt direct hoofdverdachte in de zaak aangezien zijn telefoon op de PD is aangetroffen. Hij weet meteen dat Susan getuige was, maar besluit haar buiten de zaak te houden, voordat zij ook geliquideerd wordt. Totdat zij spoorloos verdwijnt en een van de daders wordt vermoord. Rus (hoofdrol van de aflevering): Paul de Vos Met Filip Bolluyt, Richard Gonlag, Peer van den Berg & Mirjam Sternheim |         |                       |                     |                                                                                 |                   |

#### Seizoen 3
| Afl. | Nr.     | Titel                      | Regisseur           | Scenario                                                         | Datum             |
| --- | ------- | -------------------------- | ------------------- | ---------------------------------------------------------------- | ----------------- |
| 1 | 3.01/19 | Gras                       | Pollo de Pimentel   | Addy Weijers, Simon de Waal, Dick van den Heuvel & Stan Lapinski | 6 september 2002  |
| Van der Scheur gaat door een hel nu zijn grote liefde Hanna (Antoinette Jelgersma) een datum heeft gepland voor euthanasie. Samen met de Russen bijt hij zich vast in een zaak waarin een vader (Harry van Rijthoven) uit wanhoop een centrum voor Iatrosofie bekogeld met stenen omdat zijn dochter (Pauline Greidanus) een medische behandeling voor haar ziekte afwijst omdat ze gelooft dat de leider van het centrum Frederik Faso haar wel zal genezen. Van der Scheur is vastberaden de iatrosofen aan te pakken, en hard ook. Zeker nadat er zich een vreemde ontwikkeling aandient: drie personen (John Leddy, Anneke Blok en Christo van Klaveren) bekennen Faso te hebben vermoord, gestorven aan zijn eigen vergif: gras. Rus (hoofdrol van de aflevering): Henk van der Scheur Met Ad van Kempen, Urania-Xandra, Ilja Tammen & Jan Insinger |         |                            |                     |                                                                  |                   |
| 2 | 3.02/20 | De Kat van de Reggenstraat | Anne van der Linden | Addy Weijers, Simon de Waal, Dick van den Heuvel & Stan Lapinski | 13 september 2002 |
| Van der Scheur is van de wereld sinds het overlijden van Hanna. Een man (Anis de Jong) meldt zich: zijn kat bij de buurvrouw is die geen enkel teken van leven vertoond. Al snel wordt duidelijk waarom: de buurvrouw is afgeslacht op gruwelijke wijze en heeft al die tijd dood in haar flat gelegen. Van der Scheur duikt in de zaak als Paul na een bezoek aan een betrokkene (Loes Wouterson) spoorloos is verdwenen. En komt eveneens in het hol van de leeuw terecht, waar hij langzaam de dader een bekentenis ontlokt. Rus (hoofdrol van de aflevering): Henk van der Scheur Met Han Römer, Christo van Klaveren, Alex Berson & Urania Xandra |         |                            |                     |                                                                  |                   |
| 3 | 3.03/21 | De Doos van Pandora        | Danniel Danniel     | Addy Weijers, Simon de Waal, Dick van den Heuvel & Stan Lapinski | 20 september 2002 |
| De voor moord veroordeelde boekhouder Max Krijgsman (Edwin de Vries) schrijft Paul meerdere brieven en zegt onschuldig vast te zitten. Paul heeft nooit een reactie gegeven aan de brieven en dus wordt er een aan Van der Scheur geschreven die Paul duidelijk maakt dat hij iets met de brieven moet doen. Paul gelooft echter niet dat Krijgsman onschuldig is. Totdat deze hem belt, vanuit een rijdende metro, zegt dat hij is ontsnapt en de volgende ochtend vermoord wordt aangetroffen. Rus (hoofdrol van de aflevering): Paul de Vos Met Roos Ouwehand, Helmert Woudenberg, Job Redelaar, Urania-Xandra, Ad van Kempen & David Peters |         |                            |                     |                                                                  |                   |
| 4 | 3.04/22 | Pinocchio                  | Anne van der Linden | Addy Weijers, Simon de Waal, Dick van den Heuvel & Stan Lapinski | 27 september 2002 |
| Pauls leven is een grote puinhoop. Hij wordt erbij gehaald als een jonge man op gruwelijke wijze dood wordt aangetroffen. Het onderzoek leidt al snel naar zijn vriendin Astrid (Juul Vrijdag), die al meteen een vijandige houding aanneemt tegen Paul, maar langzaam toch tot het motief van de moord komt. Rus (hoofdrol van de aflevering): Paul de Vos Met Josefien Hendriks & Marcel Faber |         |                            |                     |                                                                  |                   |
| 5 | 3.05/23 | Pompeï                     | Pollo de Pimentel   | Addy Weijers, Simon de Waal, Dick van den Heuvel & Stan Lapinski | 4 oktober 2001    |
| Tijdens werkzaamheden in de kelder van het bureau wordt een ingemetseld lijk aangetroffen. Het wordt Van der Scheur duidelijk dat dit lijk van voor zijn tijd is en roept de hulp in van de oud rechercheurs (Gerard Cox, Luc Lutz Marijke Merckens) die destijds de dienst uitmaakte op het bureau. Vrij snel wordt duidelijk wie het slachtoffer is: een dubieuze ex rechercheur die in de jaren '60 spoorloos verdween. Rus (hoofdrol van de aflevering): Willem Waldemar, Mary van 't Schip & Joop Schaffelaar (de oud rechercheurs) Met Saskia Temmink, Youssef Idilbi & Joep van Deudekom |         |                            |                     |                                                                  |                   |
| 6 | 3.06/24 | Satan Huilt                | Danniel Danniel     | Addy Weijers, Simon de Waal, Dick van den Heuvel & Stan Lapinski | 11 oktober 2001   |
| Tom observeert samen met zijn oude legerkameraad Harm (Roef Ragas) een terrorist (Karim Traïdia) die op het punt lijkt te staan een grote aanslag te plegen. Echter loopt de observatie uit de hand, er worden schoten gelost, waarbij de terrorist om het leven komt en Harm spoorloos verdwijnt. Hij wordt later aangetroffen in een uitbrandende auto, hoewel het de vraag is of het daadwerkelijk Harm is. Rus (hoofdrol van de aflevering): Tom Kaufman Tamar van den Dop & Ad van Kempen |         |                            |                     |                                                                  |                   |
| 7 | 3.07/25 | Taal van de Vogel          | Anne van der Linde  | Addy Weijers, Simon de Waal, Dick van den Heuvel & Stan Lapinski | 18 oktober 2002   |
| Een autistische jongen (Klemens Patijn) wordt gevonden terwijl hij insteekt op zijn dode moeder. Hij is met veel moeite van zijn moeder afgetrokken en het grootste probleem in de zaak is dat alle experts zeggen dat de jongen beter platgespoten kan worden omdat hij zichzelf anders niet in de hand heeft. Liu vindt het moeilijk, want hoe kan ze die jongen veroordelen als hij zelf geen kans krijgt iets te zeggen? Ze gaat op zoek naar zijn taal, de taal om met hem te kunnen communiceren en erachter te komen hoe het kan dat hij op zijn moeder is blijven insteken, de taal van de vogels. Rus (hoofdrol van de aflevering): Liu Cha Met Theo de Groot, Ella van Drumpt, Saskia Temmink, Urania Xandra, Dick Rienstra, Ineke Veenhoven & Alex Berson                                                                                     |         |                            |                     |                                                                  |                   |
| 8 | 3.08/26 | Ogen                       | Anne van der Linde  | Addy Weijers, Simon de Waal, Dick van den Heuvel & Stan Lapinski | 25 oktober 2002   |

Leonie onderzoekt de moord op een jonge vrouw die wordt aangetroffen in haar appartement. Het merkwaardige is dat de vrouw dezelfde jurk aanhad toen zij werd vermoord die Leonie ook heeft gekocht. Op bureau blijken er meerdere bijzondere dingen te spelen: (o.a.) de computers gaan zomaar aan en uit, de lift gaat niet open en de beelden van de moord worden vanuit het niets afgespeeld op haar computer. Ze roept de hulp in van systeembeheerder Rudy (Hein van der Heijden) om uit te zoeken wat er aan de hand is. Maar de nacht loopt uit op een nachtmerrie, zeker wanneer Rudy zelf ten prooi valt aan de dader.
Rus (hoofdrol van de aflevering): Leonie van Velzen
Met Marlies Heuer & Thijs Feenstra

#### Seizoen 4
| Afl. | Nr.     | Titel                  | Regisseur            | Scenario                                                         | Datum             |
| --- | ------- | ---------------------- | -------------------- | ---------------------------------------------------------------- | ----------------- |
| 1 | 4.01/27 | Executie               | Anne van der Linde   | Addy Weijers, Simon de Waal, Dick van den Heuvel & Stan Lapinski | 2 september 2003  |
| Brechtje (Pauline Greidanus) gijzelt de rechercheafdeling op de eerste werkdag van Sarah Smit (Ricky Koole), die tijdelijk Leonie vervangt, ze eist dat de moord op haar vader wordt heropend. Ondertussen probeert de onderhandelaar (Marcel Hensema) met alle geweld van de wereld Brechtje zover te krijgen zich bloot te geven zodat een arrestatieteam haar kan uitschakelen. Sarah maakt Brechtje duidelijk hoe ze haar zin kan krijgen, met een van de donkerste scenario's in een gijzeling tot gevolg. Rus (hoofdrol van de aflevering): Sarah Smit Met Oren Schrijver, Hans Kesting, Ger Thijs, Urania Xandra & Edgar C.P. van de Pas                |         |                        |                      |                                                                  |                   |
| 2 | 4.02/28 | Waanzin van het Geloof | Gerrard Verhage      | Addy Weijers, Simon de Waal, Dick van den Heuvel & Stan Lapinski | 9 september 2003  |
| Tom krijgt te maken met een meisje (Christel Oomen) dat onder twijfelachtige omstandigheden is omgekomen. Het onderzoek brengt hem terug naar het geloof waar hij in zijn jeugd afstand heeft genomen. En het geloof is juist datgeen dat hem tot de oplossing van de zaak leidt. Rus (hoofdrol van de aflevering): Tom Kaufman Met Jan Arendsz, Arthur Boni, Marijke Geertsma, Erik van der Horst, Geert Kroon, Lisa Luijten, Cecile Heuer, Urania-Xandra & Anne Buurma |         |                        |                      |                                                                  |                   |
| 3 | 4.03/29 | Sudden Death           | Pollo de Pimentel    | Addy Weijers, Simon de Waal, Dick van den Heuvel & Stan Lapinski | 16 september 2003 |
| Paul krijgt te maken met een dode voetbalsupporter die tijdens voetbalrellen gruwelijk is afgeslacht. Alles wijst op de supporters van de andere club en Paul zoekt de deze op, met alle gevaren van dien. De vader (Rob van de Meeberg) begaat een wanhoopsdaad, waarna de zaak voor Paul nog persoonlijker wordt dan dat die al was. En hij ontdekt langzaam dat er meer speelt dan een uit de hand gelopen voetbalrel. Rus (hoofdrol van de aflevering): Paul de Vos Met Hans Trentelman, Micha Hulshof, Johnny de Mol, Gaby Milder, Thomas de Booij, Olaf Wijnants, Urania-Xandra, Dick van den Heuvel & Marieke Baljé                                     |         |                        |                      |                                                                  |                   |
| 4 | 4.04/30 | Machito                | Danniel Danniel      | Addy Weijers, Simon de Waal, Dick van den Heuvel & Stan Lapinski | 23 september 2003 |
| Een Colombiaans restaurant wordt beschoten, waarbij een paar doden en een gewonde vallen. Snel wordt duidelijk dat er een getuige, de zoon van de eigenaresse, Emilio (Danny de Jong & Tadzio Danniel) spoorloos is verdwenen na de beschieting. En dat de gewonde man (Nestor Sanz) een Colombiaans topcrimineel is en de jacht heeft geopend op Emilio. Liu moet alle zeilen bij zetten in een kat en muisspel om te voorkomen dat Emilio, en ook zijzelf, het er levend vanaf brengen. Rus (hoofdrol van de aflevering): Liu Cha Met Ricky Koole, Urania-Xandra, Loreto Carbalan Smit, Alejandra Pena Reyes, Hugo Flacon, Leo Alkemade, Roel Bloemen e.v.a. |         |                        |                      |                                                                  |                   |
| 5 | 4.05/31 | Wraakengel             | Gerrard Verhage      | Addy Weijers, Simon de Waal, Dick van den Heuvel & Stan Lapinski | 30 september 2003 |
| Een bekende vrouwenhandelaar is vermoord. De Russen vermoeden dat zijn concurrent "Eddy Ready" (Jeroen Willems) erachter zit, terwijl Van der Scheur een voor hem persoonlijk spoor uit het verleden volgt, en hoopt dat dat hem tot de moordenaar zal leiden. Rus (hoofdrol van de aflevering): Henk van der Scheur Met Nienke Römer, Miryanna van Reeden, Ilja Tammen, Urania-Xandra, Ricky Koole, Dirk Zeelenberg, Nicole van Nierop, Rick Nicolet, Alex Berson & Pepe Everts |         |                        |                      |                                                                  |                   |
| 6 | 4.06/32 | Façade                 | Anne. van der Linden | Addy Weijers, Simon de Waal, Dick van den Heuvel &Stan Lapinski  | 7 oktober 2003    |
| Pauls werkster Aifa (Yvonne Ristie) wijst Paul op de vermissing van de echtgenote (Marie Louise Stheins) van een andere werkgever van haar, een autistische accountant (Rudolf Lucieer). Paul probeert uit te zoeken wat er met de vrouw is gebeurd, maar merkt dat de man niet van plan is mee te merken en duidelijk wat voor Paul te verbergen heeft. Rus (hoofdrol van de aflevering): Paul de Vos Met Ricky Koole & Stijn Westenend |         |                        |                      |                                                                  |                   |
| 7 | 4.07/33 | Derdegraads            | Danniel Danniel      | Addy Weijers, Simon de Waal, Dick van den Heuvel & Stan Lapinski | 14 oktober 2003   |
| Tijdens oudjaarsnacht wordt een man (Marc Klein Essink) binnengebracht die is opgepakt op verdenking van brandstichting waarbij zijn vrouw en kind zijn omgekomen. Van der Scheur haalt alles uit de kast om de man een bekentenis te ontlokken, waarbij hij zelfs een loopje neemt met de waarheid. Dat alles om zijn zoon (Edwin Jonker), die vanuit Curaçao naar Nederland is gekomen om zijn vader op te zoeken, te ontlopen. Rus (hoofdrol van de aflevering): Henk van der Scheur Met Urania-Xandra & Alex Berson |         |                        |                      |                                                                  |                   |
| 8 | 3.08/34 | Hotel Socrates         | Pollo de Pimentel    | Addy Weijers, Simon de Waal, Dick van den Heuvel & Stan Lapinski | 21 oktober 2003   |

Een man (Fred Goessens) die zich heeft ingeschreven onder naam van Jean-Paul Marat wordt net als de echte Marat doodgestoken in bad van zijn hotel. Tijdens het onderzoek wordt al snel duidelijk dat alle gasten, inclusief de eigenaresse (Hilde Van Mieghem), zich hebben ingeschreven met de naam van een historisch persoon. Van der Scheur doet ook zijn intrede in het hotel om erachter te komen wat er is gebeurd, terwijl langzaam duidelijk wordt waarom alle gasten zich onder een andere naam hebben ingeschreven.
Rus (hoofdrol van de aflevering): Henk van der Scheur
Met Urania-Xandra, Joost Prinsen, Huib Broos, Wim Serlie, Rob van Zandvoort, Henri Schweitzer, Wim de Lang, Paul Moonen & Ronald Ernst

#### Seizoen 5
| Afl. | Nr.     | Titel                | Regisseur           | Scenario                                           | Datum             |
| --- | ------- | -------------------- | ------------------- | -------------------------------------------------- | ----------------- |
| 1 | 5.01/35 | Hoofdgerecht         | Anne van der Linde  | Dick van den Heuvel, Simon de Waal & Stan Lapinski | 5 september 2004  |
| Een bekende vrouwenhandelaar (Thomas Deelen) wordt aangetroffen op een tafel aan het IJ, met zijn hoofd in de Huzarensalade. Alles wijst erop dat de man is vermoord door zijn criminele contacten. Maar vreemd is dat de dader foto's opstuurt van tijdens de moord. Hoe meer Paul in de zaak duikt hoe meer begrip hij krijgt voor de achtergrond van de dader. Rus (hoofdrol van de aflevering): Paul de Vos Met Hadewych Minis, Martijn Nieuwerf, Joop Keesmaat, Ruben van der Meer, Ad van Kempen, Urania-Xandra, Lola Duijns & Robbie Kensmil |         |                      |                     |                                                    |                   |
| 2 | 5.02/36 | Uitgeleend           | Danniel Danniel     | Dick van den Heuvel, Simon de Waal & Stan Lapinski | 12 september 2004 |
| Tom houdt, buiten alle instructies om, een Duitse terrorist (Phil Baker) aan. Van der Scheur zet hem hierna direct buitenspel, een bibliothecaresse (Sanne Wallis de Vries) meldt dat een meisje (Yara Peters) in een teruggebracht boek een roep om hulp heeft achtergelaten. Tom vindt de zaak maar niks en wil de Duitser verhoren, maar Van der Scheur laat Tom buiten zijn wil om de zaak onderzoeken. Het wordt duidelijk dat de vader (Geert Lageveen) van het meisje iets te verbergen heeft. Rus (hoofdrol van de aflevering): Tom Kaufman Met Leopold Witte & Mirjam Vriend |         |                      |                     |                                                    |                   |
| 3 | 5.03/37 | Verdwaald            | Anne van der Linden | Dick van den Heuvel, Simon de Waal & Stan Lapinski | 19 september 2004 |
| Een alcoholiste (Marina de Graaf) wordt vermoord een paar uur na haar huwelijk. Het lijkt al snel een uitgemaakte zaak: de vrouw had ruzie met haar kersverse man (Lukas Dijkema), eveneens alcoholist, over hun zoon (Django Duyns), en dat hij haar toen van de trap heeft gegooid. De man zegt echter zich niet te kunnen herinneren wat er precies is gebeurd, wat de zaak voor Paul bijzonder ingewikkeld maakt. Zeker als de man uit de wanhoop zijn zoon ontvoerd en samen met hem een wanhoopsdaad dreigt te begaan. Rus (hoofdrol van de aflevering): Paul de Vos Met Tara Elders, Herman Bolten, Virginio Papa, Jorie Willard, Arie Kant & Annemieke Bakker |         |                      |                     |                                                    |                   |
| 4 | 5.04/38 | Vertrouwen           | Danniel Danniel     | Dick van den Heuvel, Simon de Waal & Stan Lapinski | 26 september 2004 |
| Leonie wordt samen met haar vriend en collega Johan (Robbert So) van hun bed gelicht door een zwaarbewapend AT. Ze heeft geen idee waar ze voor is opgepakt en komt ook snel vrij. Het wordt duidelijk dat Johan verdacht wordt van betrokkenheid bij de moord op aan Aziatische terrorist. Rus (hoofdrol van de aflevering): Leonie van Velzen Met Ruben van der Meer, Urania-Xandra, Stefan Jung, Erik de Vries, Juda Goslinga & Vefa Ocal |         |                      |                     |                                                    |                   |
| 5 | 5.05/39 | De Zevende Getuige   | Pollo de Pimentel   | Dick van den Heuvel, Simon de Waal & Stan Lapinski | 3 oktober 2004    |
| Een jonge, verwarde vrouw (Carice van Houten) zit midden in de nacht op het bureau en zegt dat ze aangifte wil doen van moord. Als Liu op het bureau aankomt zegt de vrouw dat ze enkel de weg kwijt is en niets weet van een moord. Liu vindt het een merkwaardig verhaal, zeker wanneer de volgende ochtend een vermoorde romanschrijfster (Sabrina Tiebosch) wordt aangetroffen. Het wordt hoe dan ook voor Liu een ingewikkelde zaak om de moord op te lossen, want om de vrouw te kunnen spreken moet zich door de diverse identiteiten heen buigen. Rus (hoofdrol van de aflevering): Liu Cha Met Bas Keijzer, Dic van Duin, Oren Schrijver, Ad van Kempen, Alex Berson, Mike Meijer & Marga van Leeuwen |         |                      |                     |                                                    |                   |
| 6 | 5.06/40 | Braak                | Anne van der Linden | Dick van den Heuvel, Simon de Waal & Stan Lapinski | 10 oktober 2004   |
| Een verwarde laborant (Marcel Musters) vertrekt van huis naar Schiphol, maar als hij terugkomt zijn zijn vrouw (Lidia Vink) en dochter (Zamora Vink) spoorloos en zijn huis niet meer dan een hoopje zand met bouwhekken eromheen. Hij gaat naar het politiebureau, waar iedereen meteen weet dat de man compleet gestoord is. Maar Tom wil toch onderzoeken wat er speelt. Zeker wanneer het leger meer dan normale belangstelling voor de man toont, die over belastend materiaal blijkt te beschikken. Rus (hoofdrol van de aflevering): Tom Kaufman Met Genio de Groot, Bert Geurkink, Ruben van der Meer, Carla Hardy, Hein Verhees & Jaap Maarleveld |         |                      |                     |                                                    |                   |
| 7 | 5.07/41 | Tussen Hemel & Aarde | Pollo de Pimentel   | Dick van den Heuvel, Simon de Waal & Stan Lapinski | 17 oktober 2004   |
| De gedaante van een vermiste vrouw (Jolein Baiderman) zoekt Van der Scheur steeds op in zijn slaap, met een verwijtende blik, het onderzoek naar haar verdwijning is geseponeerd en Van der Scheur is niet van plan zijn carrière, die zeer wankel is, voor de zaak op het spel te zetten. Dan wordt hij bezocht door een paragnost (Aart Staartjes) die zegt te weten waar de vrouw te vinden is. De paragnost leidt de rechercheurs tot het landgoed van de adellijke familie Van Hall, de aanstaande schoonfamilie van de vermiste vrouw, op wiens erf haar lichaam wordt gevonden. Van der Scheur denkt dat de moeder (Ellis van den Brink) en haar zoon (Iwan Walhain) meer van de zaak afweten en gaat, tegen alle regels in, op zoek naar de waarheid. Met een aanslag op de paragnost tot gevolg. Rus (hoofdrol van de aflevering): Henk van der Scheur Met Ruben van der Meer, Ad van Kempen, Edo Douma & Koos Landerweerd |         |                      |                     |                                                    |                   |
| 8 | 5.08/42 | Jazz                 | Anne van der Linden | Dick van den Heuvel, Simon de Waal & Stan Lapinski | 24 oktober 2004   |
| Van der Scheur heeft te horen gekregen dat hij binnenkort klaar is als hoofdinspecteur en dat hij alvast Leonie mag gaan inwerken als vervanger, als gevolg van het feit dat iemand heeft gezegd dat hij "gek is". Tegen beter weten in neemt hij een aangifte op van een door de drugs en drank verwoestte jazzmuzikant Cole (Cas Enklaar), die voor Van der Scheur altijd een groot voorbeeld is geweest. Cole zegt dat hij vermoord is en vraagt van der Scheur uit te zoeken wie dat heet gedaan, wie hij de schuld kan geven van het feit dat hij volledig "naar de klote" is gegaan. Van der Scheur verdenkt Coles manager Johnny B. (Hajo Bruins), maar langzaam wordt duidelijk dat Van der Scheur niet bezig is voor Cole, maar voor zichzelf. "Wie heeft het gedaan als mijn leven naar de klote is?" Het antwoord lijkt hij langzaam te vinden als Cole daadwerkelijk slachtoffer wordt van moord. Rus (hoofdrol van de aflevering): Henk van der Scheur Met Natascha Emanuels, Urania-Xandra, Felix Burleson, Ruben van der Meer, Alex Berson & Frank Jansen |         |                      |                     |                                                    |                   |